# Intel-Comet-Lake-Mikroarchitektur
Comet Lake ist Intels Entwicklungsname für die vierte 14-nm-Skylake-Architektur-Generation, und stellt den Nachfolger der Whiskey-Lake-Mobil- und Coffee-Lake-Desktopprozessoren dar. Intel kündigte eine generelle Verfügbarkeit von Prozessoren dieser Generation für den 21. August 2019 an.
Gemeinsam mit Prozessoren der 10-nm-Fertigungstechnologie Ice Lake werden sie als „10th Generation Core“-Prozessoren vermarktet.

## Änderungen gegenüber Whiskey Lake
- Bis zu sechs Kerne; L3-Cache bis zu 12 MiB
- Ein um bis zu 300 MHz höherer Turbo-Boost[3]
- Unterstützung für LPDDR4-2933-Speicher
- Unterstützung für Wi-Fi 6 (802.11ax) AX201[4]